# Тьеполо, Джованни Доменико
Джованни Доменико Тьеполо,  Джандоменико Тьеполо (итал. Giovanni Domenico Tiepolo, Giandomenico Tiepolo, 30 августа 1727, Венеция —  3 марта 1804, Венеция) — итальянский живописец и офортист венецианской  школы второй половины XVIII века.

## Жизнь и творчество
Джованни Доменико Тьеполо был старшим сыном художника Джованни Баттисты Тьеполо. Вместе с младшим братом Лоренцо Бальдиссера Тьеполо (1736—1776) учился рисунку и живописи у своего отца, работал в его мастерской несколько лет помощником и гравёром. Во время учёбы познакомился с Франческо Альгаротти, для которого сделал свои первые рисунки и гравюры.
Длительное время подражал стилю отца. Впервые выступил самостоятельным мастером, создав в 1747—1949 годах 14 небольших картин для Оратория Распятия Сан-Поло (L’oratorio del Crocefisso a San Francesco di Paola), изображавших страсти Христовы. В этих работах Тьеполо Младший продемонстрировал собственный стиль и «интимную интерпретацию священной темы», что было новым для искусства того времени.
В 1750—1753 годах Джандоменико вместе с отцом и братом Лоренцо работал в Вюрцбурге, участвовал в росписи плафона парадной лестницы Вюрцбургской епископской резиденции. В Вюрцбурге Джандоменико писал картины на библейские сюжеты, а также на темы венецианских карнавалов, крестьянского и цыганского быта, — то, что в самой Венеции с успехом делали Пьетро Лонги и Франческо Гварди.
Широко известны фрески на темы крестьянского быта и сельской жизни, созданные Дж. Д. Тьеполо в залах виллы Вальмарана-аи-Нани близ Виченцы (villa Valmarana ai Nani: «с гномами», по забавным скульптуркам на ограде виллы) постройки Андреа Палладио (совместно с Антонио Визентини, 1757), в которых впервые чувствуется его индивидуальный художественный стиль.
В 1756 году Джан доменико стал членом недавно образованной Венецианской академии изящных искусств (Accademia di belle arti di Venezia) под председательством своего отца. С 1780 года был президентом Академии.
Летом 1759 года Тьеполо Младший выполнил важный заказ для Воронцовского дворца в Санкт-Петербурге — живописный плафон с изображением «Триумфа Геракла».
В начале 1760-х годов Тьеполо помогал отцу в создании декоративных росписей в Палаццо да Порто в Виченце, Палаццо Каносса в Вероне, Виллы Пизани в Стра, Ка Редзонико на Гранд-канале в Венеции. 31 марта 1762 года он вместе с отцом и братом уехал в Мадрид. Был соавтором росписей Королевского дворца (Palacio Real). 3 апреля 1770 года, через неделю после смерти отца, он попросил у короля Карла III разрешения вернуться в Венецию. Принадлежавшую его семье виллу в местечке Дзаниго близ Мурано он украсил фресками в «комнате сатиров», изображающими сцены повседневной сельской жизни.
Последним заказом из Испании были восемь картин на тему Страстей Христовых для монастыря Сан-Филиппо Нери в Мадриде (1772). В период с 1774 по 1778 год он много работал по частным заказам в живописи и графике. С апреля по 14 ноября 1785 года он работал над росписями герцогского дворца в Генуе (фреска разрушена в девятнадцатом веке, но сохранился подготовительный эскиз, Метрополитен-музей в Нью-Йорке). В 1791 году, одновременно с живописными работами, Джандоменико Тьеполо создал серию из более чем двадцати рисунков со сценами из современной жизни. В этих произведениях проявились характерные черты искусства венецианской школы конца XVIII века: сочетание черт маньеризма, позднего итальянского барокко и стремления к натуралистичности и бытовым подробностям бытового жанра.
Помимо серьёзных произведений Тьеполо увлекался зарисовками забавных сцен из жизни и развлечений венецианских горожан. Лучшей серией рисунков такого рода является серия на темы итальянского уличного театра Комедия дель арте (Commedia dell’arte) и, в частности, особенно любимой художником грустной «маски» Пульчинеллы. К 1790-м годам относятся фрески Палаццо Пападополи и Ка Редзонико в Венеции.
В последние годы художника преследовали мрачные настроения и грустные сюжеты. Он умер в Венеции 3 марта 1804 года и был похоронен в церкви Сан-Маркуола (chiesa di S. Marcuola).

## Галерея

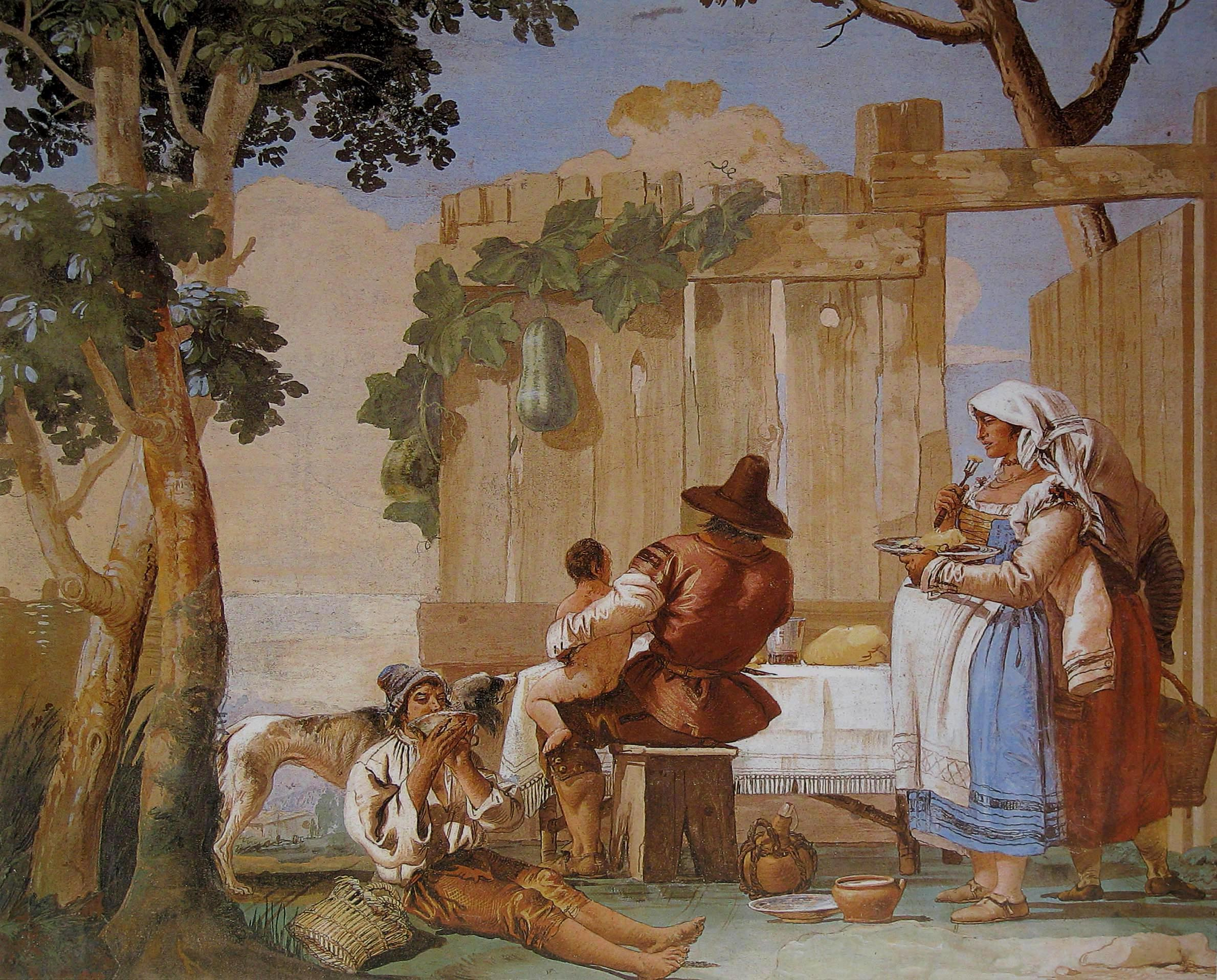
Крестьянский обед. Деталь росписи Виллы Вальмарана. 1757
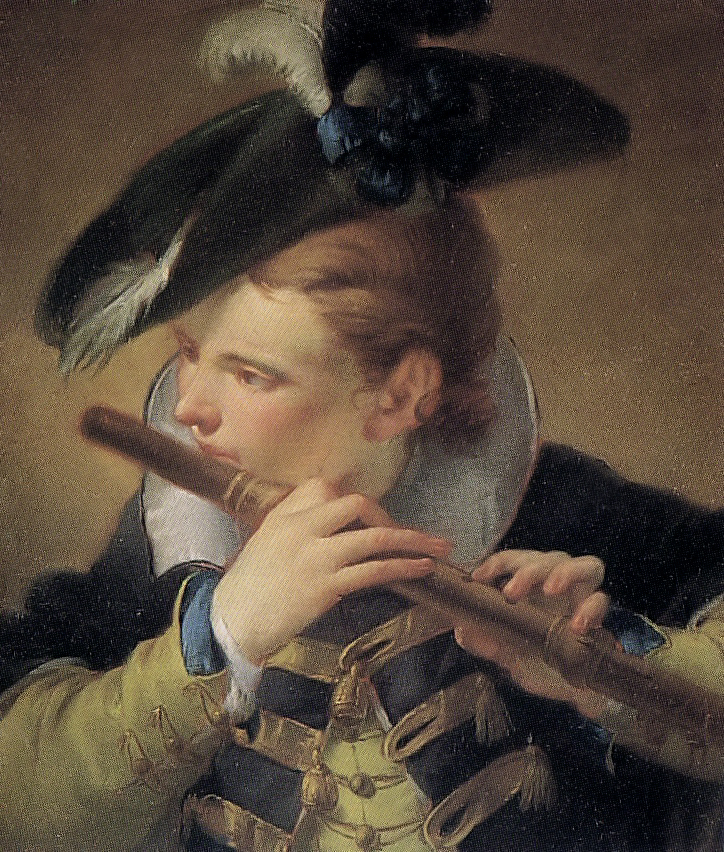
Флейтист. 1770. Холст, масло. Музей Сарторио, Триест
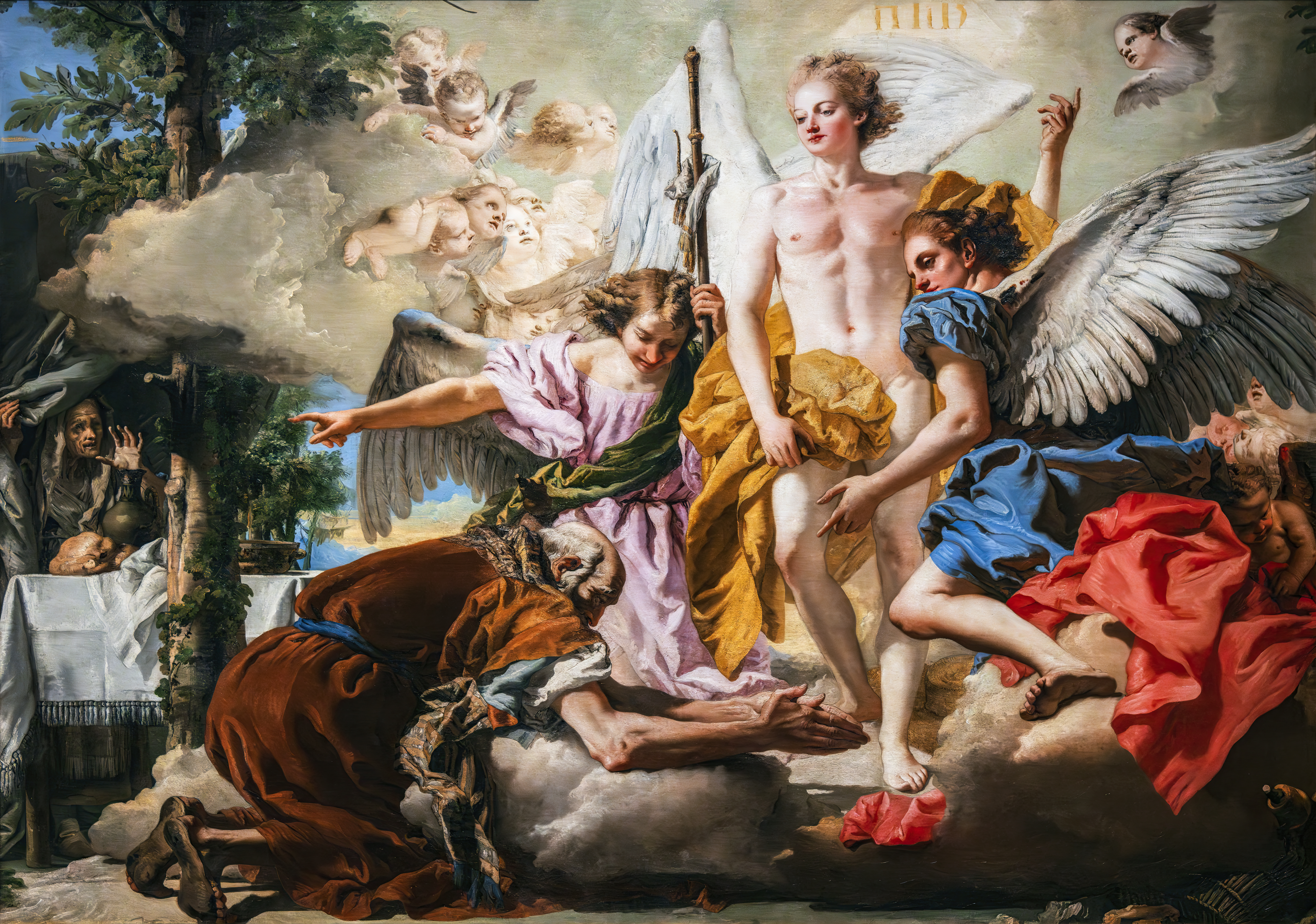
Авраам и три ангела. 1773—1774. Холст, масло. Галерея Академии, Венеция
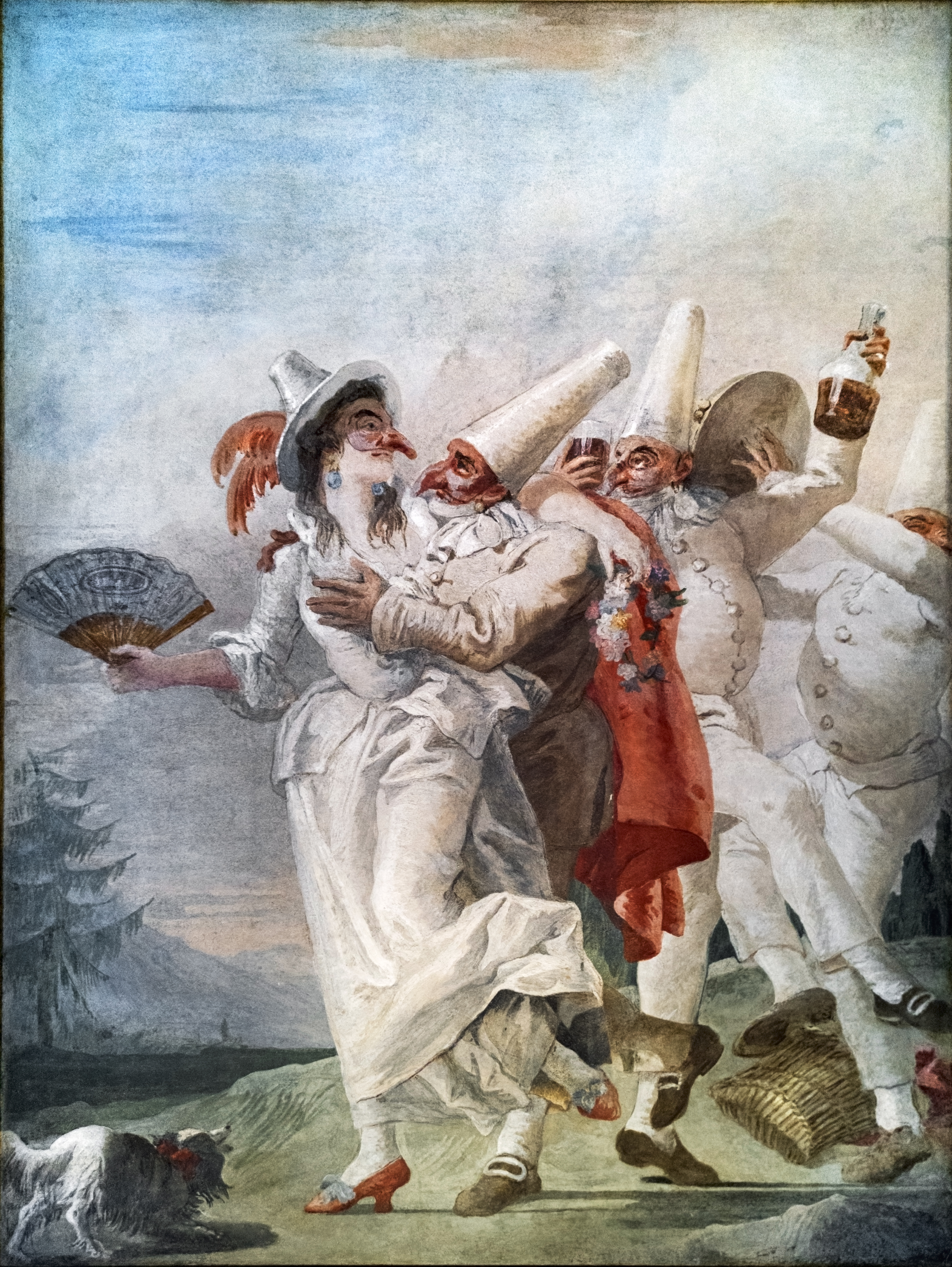
Влюблённый Пульчинелла. 1797. Деталь росписи в Ка Редзонико
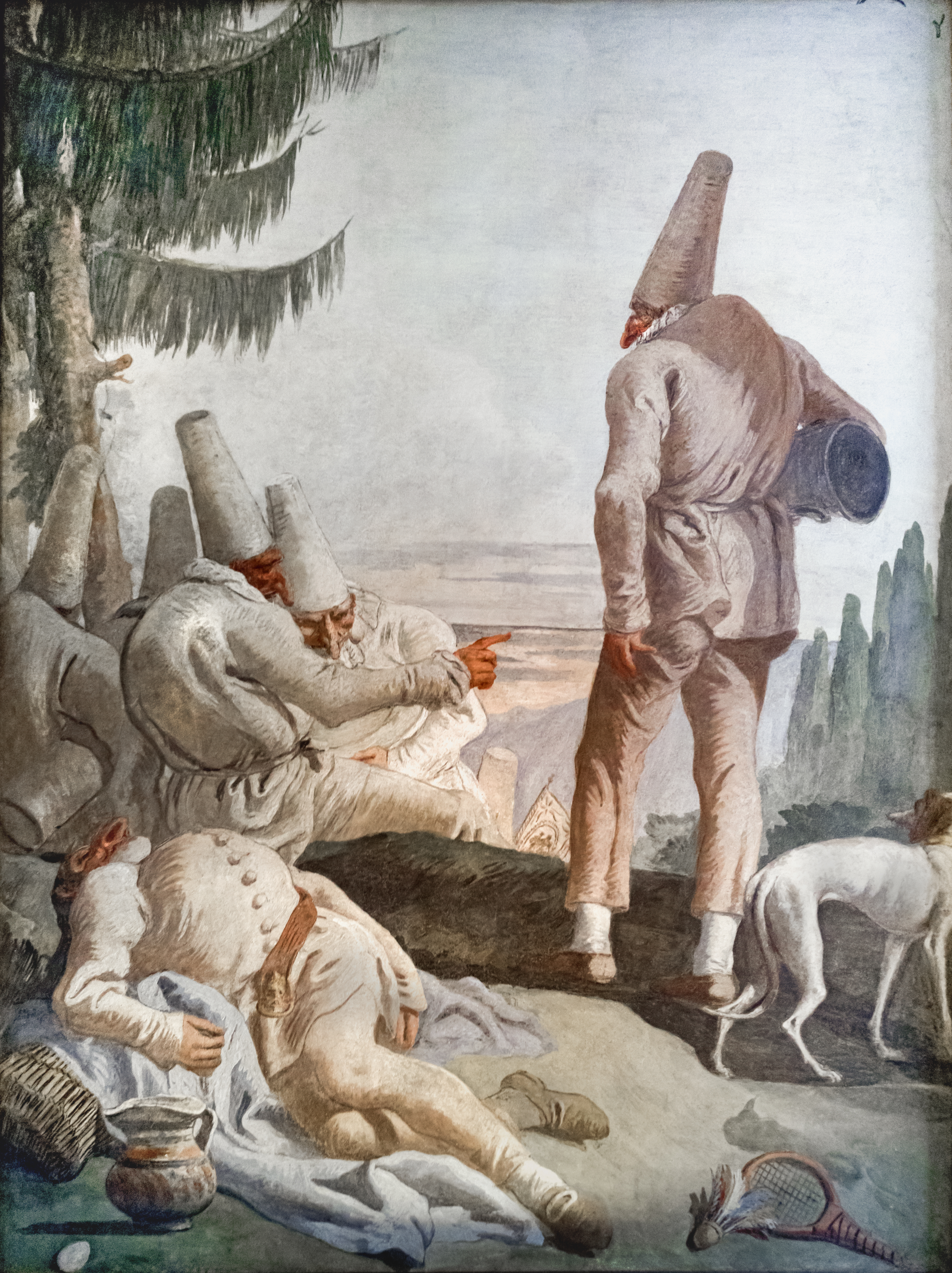
Уход Пульчинеллы. 1797. Деталь росписи в Ка Редзонико
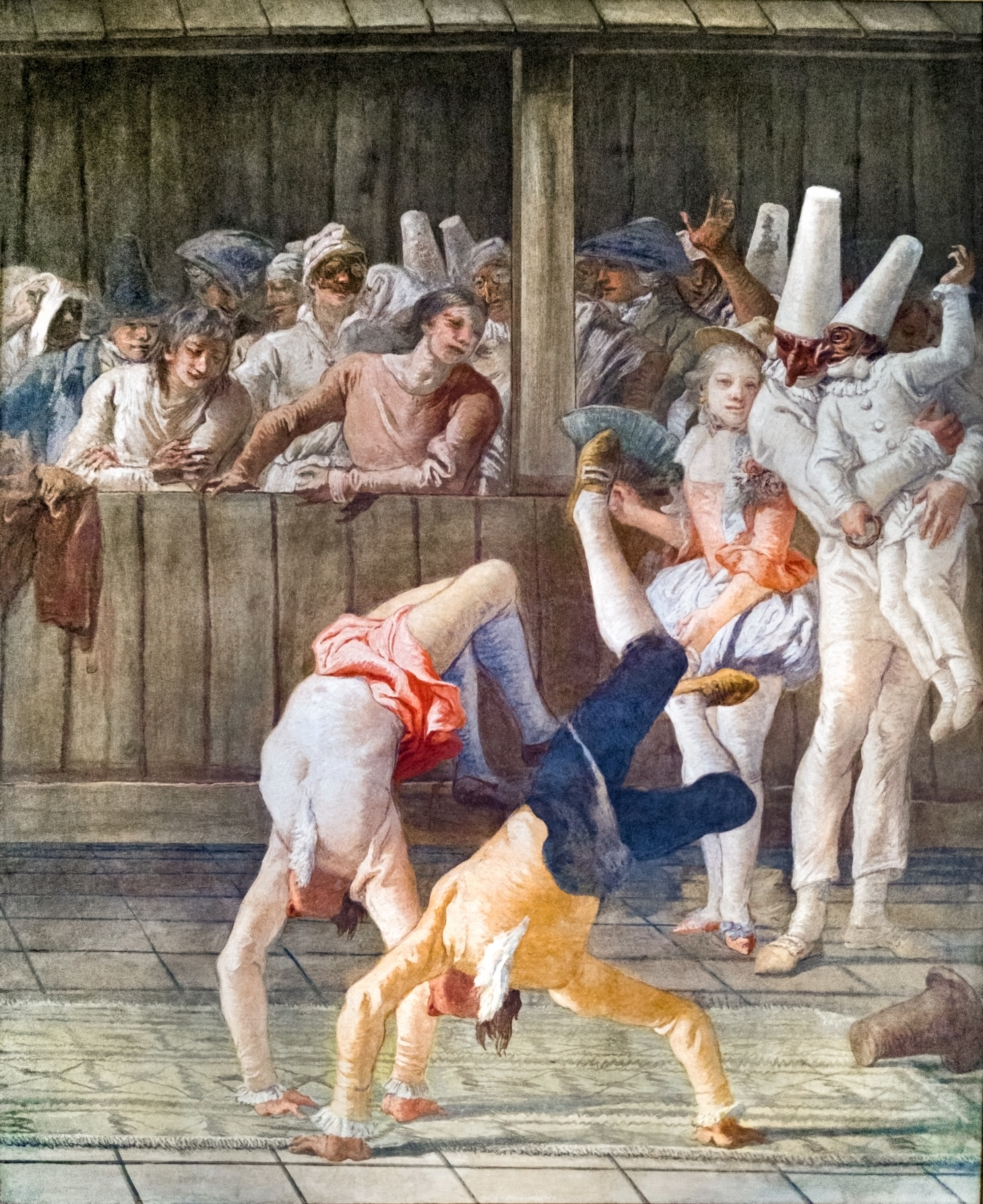
Пульчинелла и акробаты. 1797. Деталь росписи в Ка Редзонико
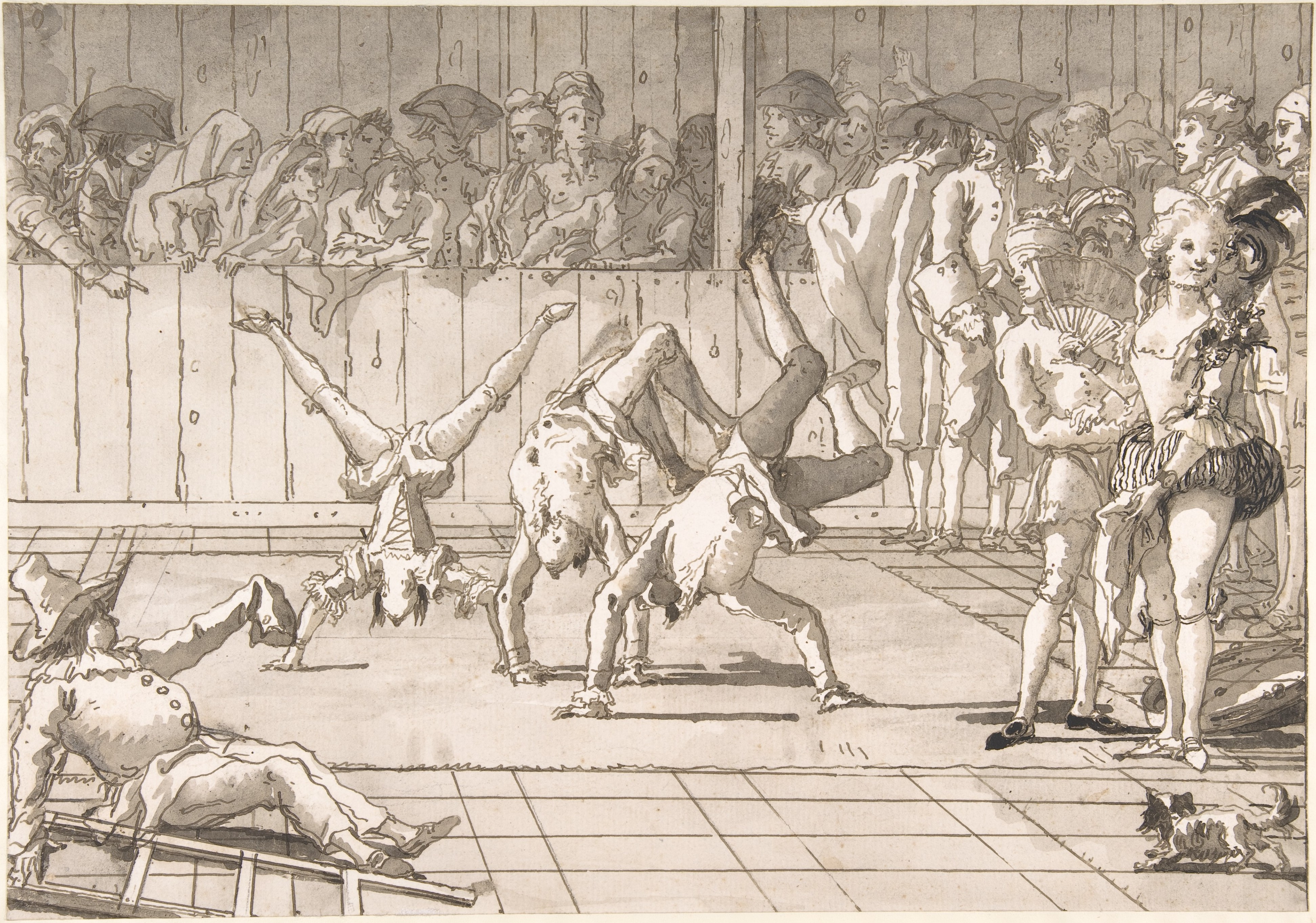
Сценка из жизни акробатов. Около 1780. Бумага, перо, кисть, чернила. Музей Метрополитен, Нью-Йорк
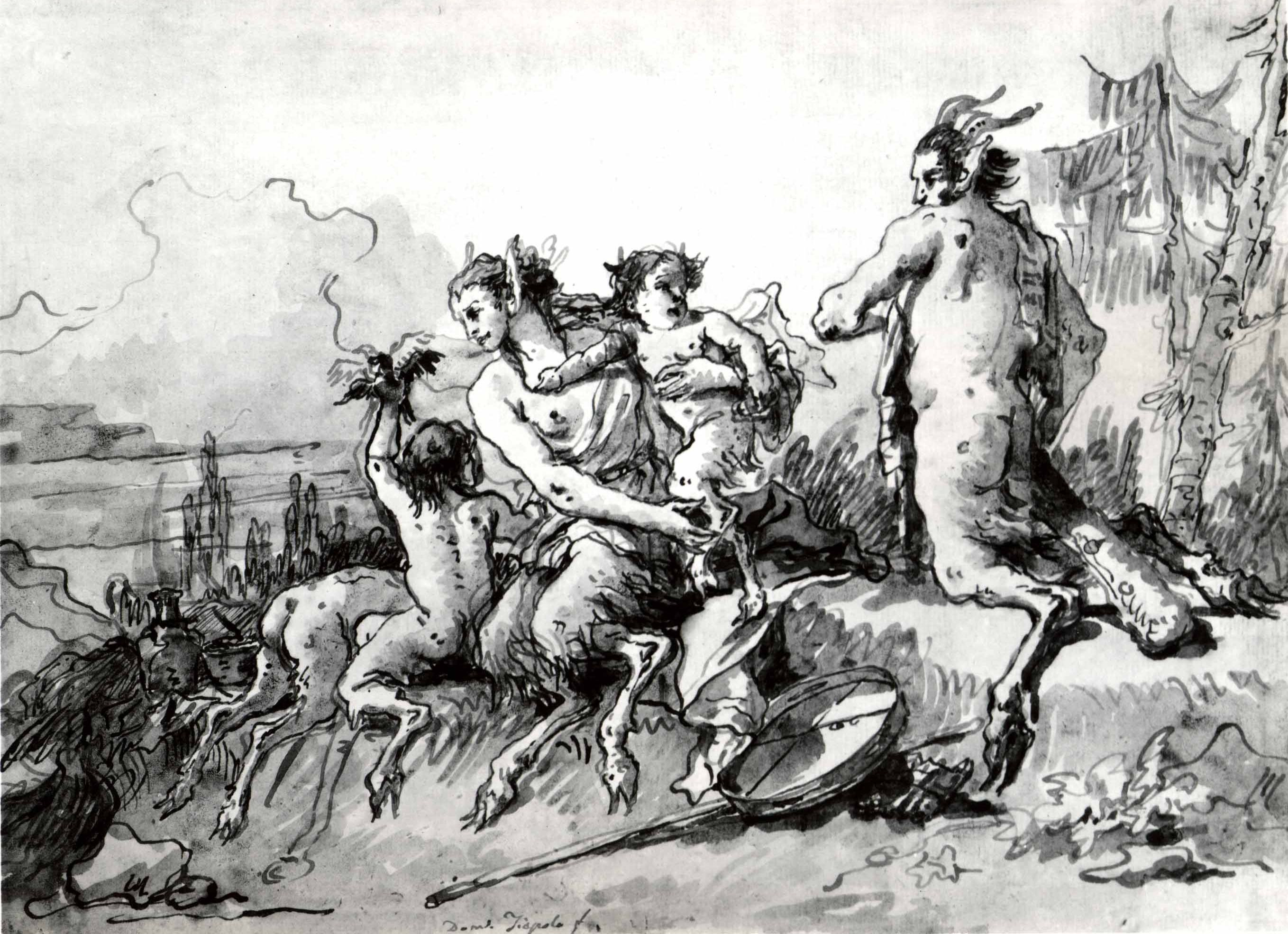
Семья сатира. Около 1780. Бумага, перо, кисть, чернила. Музей Метрополитен, Нью-Йорк